# Hillsborough (Kalifornia)
Hillsborough – miasto w Stanach Zjednoczonych, w stanie Kalifornia, w hrabstwie San Mateo.